# Cuadernos de Fotografía
Cuadernos de Fotografía va ser una revista espanyola de fotografia editada a Madrid, que publicava portafolis de fotògrafs analitzats des d'un punt de vista crític.
Creada el 1972 i dirigida per Fernando Gordillo Escudero, disposava d'un consell editorial format gairebé en exclusiva per membres de l'Escuela de Madrid, que era un moviment artístic fotogràfic que intentava canviar els models vigents de la fotografia espanyola: Gabriel Cualladó, Francisco Gómez, Leonardo Cantero, Gerardo Vielba, Pedro Pascual i Fernando de Giles.
S'editava trimestralment amb una tipografia i presentació de bona qualitat, i tractava de ser una alternativa a Arte Fotográfico, però des d'una línia continuista i no des d'una perspectiva tan diferent com la de Nueva Lente, que acabava d'aparèixer. No obstant això va estar editant-se durant poc temps.